# ريتشارد إتش جاكسون
ريتشارد إتش جاكسون (بالإنجليزية: Richard H. Jackson)‏ هو ضابط أمريكي، ولد في 10 مايو 1866 في ألاباما في الولايات المتحدة، وتوفي في 2 أكتوبر 1971 في سان دييغو في الولايات المتحدة.